# آزاپرون
آزاپرون (انگلیسی: Azaperone) نوعی پیریدینیل پیپرازین بوده و عمدتاً به عنوان داروی آرامبخش در حیطه دامپزشکی استفاده میشود.